# Hylaeus yapensis
Hylaeus yapensis är en biart som först beskrevs av Keizo Yasumatsu 1942.  Hylaeus yapensis ingår i släktet citronbin, och familjen korttungebin. Inga underarter finns listade i Catalogue of Life.